# Ahmet Haliti
Ahmet Haliti (ur. 29 września 1988 w Podujevie) – kosowski piłkarz.